# Yassin El-Azzouzi
Yassin El-Azzouzi (Lunel, 13 gennaio 1983) è un ex calciatore francese, di ruolo attaccante.

## Carriera
Con il Bastia ha vissuto il salto doppio di categoria, passando dalla terza serie alla prima in due anni, a partire dal 2010; nella stagione 2012-2013 ha esordito in Ligue 1.
Nel luglio 2013 ha interrotto a 30 anni la sua carriera agonistica a causa di continui problemi al ginocchio.

## Palmarès

### Club

#### Competizioni nazionali
- Championnat National: 1

Bastia: 2010-2011
- Campionato francese di seconda divisione: 1

Bastia: 2011-2012